# 松澤等
松澤等（まつざわ ひとし・Hitoshi Matsuzawa、1969年1月8日 - ）は、山などの自然環境下やスポーツなどにアイロン掛けを取り入れる新興系Xスポーツ「エクストリームアイロニング（Extreme Ironing）」の日本代表組織「エクストリームアイロニングジャパン（Extreme Ironing Japan)」の代表者かつ第一人者。千葉県船橋市生まれ。
類稀なる身体能力を武器に、富士山頂や相模湾海底、サーフィン、カヌー、バンジージャンプ時などにおける、アイロンの熱源を確保した本格的なアイロン掛けを敢行。スポーツとの融合や、世界大会を意識した競技として行う派手でアクロバティックなアイロン掛けは、あくまでもこの行為をスポーツと認知してもらうためのひとつの手段に過ぎないと彼は考えている。本来は登山という行為にふりかけるスパイス的な要素として、日常の家事として行う普通のアイロン掛けを、自らの足で到達した山頂にて独り静かに行うことこそが、この行為における唯一の本質であると彼は主張している。
現在、俳優の藤岡弘、を師と仰ぎ、アイロン掛けに武道の精神を取り込んだ「究極のアイロン掛け」の開拓・世間への浸透に取り組んでいる。家事をしない男に警鐘を鳴らす活動を通じ、世間への「男のアイロン掛け」という言葉の定着化を目指している。なぜそうまでしてアイロンを掛けるのかとの問いに「そこにシワがあるから」と語った。

## 著書
松澤等、2008年、『そこにシワがあるから エクストリーム・アイロニング奮闘記』、早川書房 ISBN 978-4-15-208967-0